# Boldekow
Boldekow – gmina w Niemczech, wchodząca w skład Związku Gmin Anklam-Land w powiecie Vorpommern-Greifswald, w kraju związkowym Meklemburgia-Pomorze Przednie.
1 stycznia 2012 do gminy przyłączono gminę Putzar, która stała się automatycznie jej dzielnicą.